# Jokduri

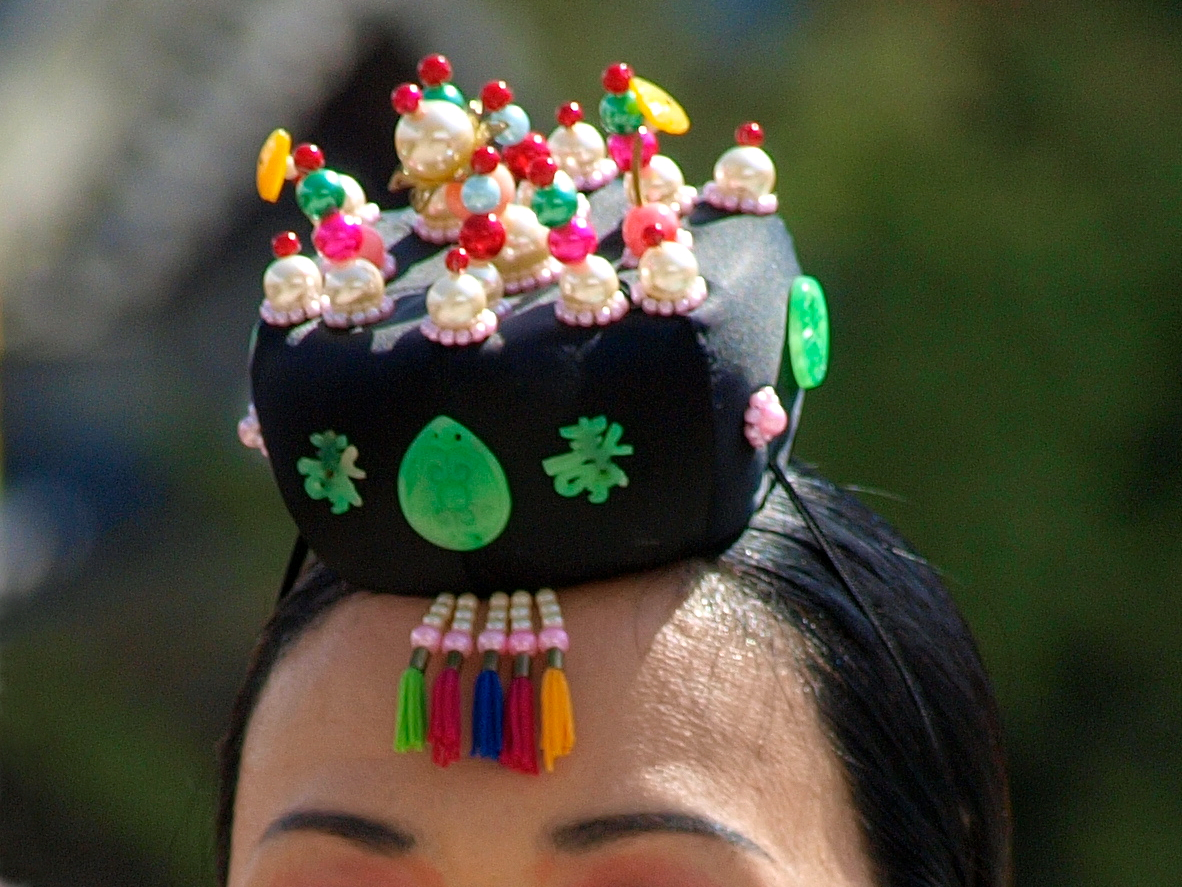
Jokduri

El jokduri es un tipo de corona tradicional coreana que usan las mujeres para las ocasiones especiales tales como bodas. Se trata de una corona exterior que está cubierta de seda negra, y el interior se llena de algodón y papel duro. Su parte superior está decorada con adornos de cloisonné. La corona también se llama jokdu o jokgwan y se utiliza sobre todo como un accesorio. La parte superior es vagamente hexagonal y la parte inferior tiene forma cilíndrica. La forma del jokduri se hace más estrecha desde la parte superior a la parte inferior.  Se puede utilizar para mostrar el estatus social del portador al ser adornado con accesorios hechos de oro o plata.